# In the Absence of Truth
In the Absence of Truth è il quarto album in studio della band post-metal Isis, uscito in CD per la Ipecac Recordings il 31 ottobre 2006 e in vinile per la Cospiracy Records.
L'album si muove sulle linee tracciate dal precedente album Panopticon, dove l'uso della voce pulita di Aaron Turner si fa più esteso (nonostante sia presente ancora la sua specialità, il growl), e il suono è più eterogeneo, date le influenze ambient e il drumming quasi tribale. Come è solito, la durata media delle canzoni si aggira sui sette minuti: In the Absence of Truth è infatti il disco più lungo composto dagli Isis finora, toccando quasi i 65 minuti totali. È anche il loro maggior successo commerciale, piazzandosi al numero 6 nella Top Heatseekers di Billboard.

## Registrazione
L'8 giugno 2006, attraverso un post nel blog ufficiale della band, fu annunciata l'uscita di In the Absence of Truth, che uscì poi il 31 ottobre. Precedentemente, a settembre, gli Isis avevano pubblicato un DVD, Clearing The Eye, e un EP registrato con gli Aereogramme e intitolato In The Fishtank 14. Per promuovere l'album, gli Isis si imbarcarono in un tour come gruppo di spalla ai Tool, e in seguito in un secondo tour, stavolta come headliner.
L'8 novembre 2007 gli Isis annunciarono sul loro MySpace la prossima pubblicazione di due singoli estratti dall'album. Il primo, Holy Tears, pubblicato a febbraio, comprende anche una versione live registrata durante il tour dei Tool, il video diretto da Dominic Hailstone e una versione di Not in Rivers, but in Drops remixata da Lustmord e dai Melvins. Il secondo singolo, Not in Rivers, but in Drops, pubblicato a ottobre, contiene inoltre una versione live, il video e un remix di Holy Tears.

## Accoglienza
L'album ricevette buone recensioni, ma il cambio di sonorità del gruppo fece discutere: alcuni lo videro come una ripetizione. Metacritic gli diede 70 su 100, ma lo criticò sotto quest'aspetto, e Delusion of Adequacy scrisse che "In the Absence of Truth dimostra che la band sta perdendo originalità e idee, sfruttando al massimo le ultime che le sono rimaste".
Cosmo Lee, di Stylus Magazine, scrisse una recensione molto positiva, ma precisò: "Di questi giorni, non è colpa degli Isis se il loro sound non è originale. Prendete una copia di Decibel, apritela a qualsiasi pagina e troverete qualche band che si ispira a loro. [...] Le canzoni sono lunghe, i ritmi omogenei, e in generale gli Isis suonano ancora come gli Isis". PopMatters ripeté lo stesso punto di vista di Lee, dichiarando che gli Isis sono "una band che sa come utilizzare la sua formula per andare vicino alla perfezione", e Thom Jurek di AllMusic scrisse che "questo disco non è solo un cambiamento coraggioso [...] ma la vista di un nuovo altopiano dall'alto di una montagna, un'escursione in terre sacre". Mike Diver di Drowned In Sound, però, vide l'album in modo diverso, scrivendo che gli Isis "hanno messo anima e corpo in quest'album, sforzandosi di ottenere un sound completamente diverso dai lavori precedenti". Una recensione di Imagine Games Netword descrisse l'album "unico e privo di limiti" e lo etichettò come "il capolavoro degli Isis e il loro disco più convincente fino ad oggi". Aaron Burgess, in una recensione pubblicata su Alternative Press, dichiarò che "escludendo alcune brevi urla in Garden of Light e il groove di Not in Rivers, but in Drops, non c'è praticamente niente che leghi gli Isis ai rigidi schemi del post-metal, che loro stessi hanno contribuito ad espandere".
Il sound generale dell'album, acclamato per la sua fine e graduale evoluzione di struttura, deve qualcosa ai Tool e ai Godspeed You! Black Emperor. Ma alcuni critici non lodarono molto l'influenza dei Tool, in particolar modo Jon Davenport: "In The Absence Of Truth suona come un mediocre ibrido dei Tool e di Panopticon". Brandon Stosuy di Pitchfork aggiunse che "ai primi ascolti l'influenza dei Tool sembra aver trasformato gli Isis in una brutta copia dei loro vecchi idoli. Quest'album ha bisogno solo di ascolti attenti e numerosi prima che cominci a far presa sull'ascoltatore". Dalla maggior parte delle recensioni è emerso che le canzoni che più spiccano tra le altre sono Not in Rivers, but in Drops, Garden of Light, e Dulcinea. In una recensione di Delusions of Adequacy, Holy Tears è definita "la rivelazione della vera forza degli Isis" e "la luce di un faro nell'oscurità", nonostante la suddetta recensione non sia in generale molto positiva.
Decibel piazzò l'album al tredicesimo posto nella sua classifica delle migliori uscite del 2006.

## Il disco
Malgrado non siano stati pubblicati i testi ufficiali di In the Absence of Truth, i temi dell'album sembrano essere collegati alla precedente serie di concept pubblicati dagli Isis. Aaron Turner, chitarrista e voce della band, ha confermato l'esistenza di questo concept: "Non dirò di cosa tratta, ma posso darvi qualche indizio: Hassan-i-Sabbah, il leader religioso islamico, Don Chisciotte [di Miguel de Cervantes], Casa di foglie [di Mark Z. Danielewski] e Labyrinths [di Jorge Luis Borges]". Tuttavia, dopo aver spiegato molte volte a cosa si ispirano Oceanic e Panopticon, disse: "Spiegando i concept degli ultimi due album più e più volte, mi sono stancato e ho cominciato come a perdere il mio contatto con la musica e i testi, semplicemente perché li avevo ripetuti così tante volte. E, almeno per me, è importantissimo mantenere questo contatto più che posso. Credo che oggi sia di moda spiegare qualsiasi cosa, a tal punto che all'ascoltatore o al lettore non rimane niente da esplorare per conto proprio. È già tutto chiaro e spiegato. Perciò è interessante lasciare qualcosa che sia libero e aperto all'interpretazione di ognuno".
Il titolo dell'album proviene da una massima spesso attribuita a Hassan-i-Sabbah: "Niente è vero, tutto è permesso". Quando gli fu chiesto quale relazione ci fosse tra l'album e questa frase, Turner rispose: "Ho già detto che la maggior parte del lavoro che ho svolto su questo album, per quanto mi riguarda, l'ho dedicato al potere e alla natura della percezione, a come questa influenzi il nostro comportamento e al modo in cui noi vediamo il mondo. Dirò solo questo, tutti gli altri potranno trarre le proprie conclusioni".
Titoli che hanno riferimenti espliciti sono Firdous e Bareen, il nome del giardino di Hassan-i-Sabbah, e Dulcinea, un personaggio di Don Chisciotte della Mancia. Circa il significato di Dulcinea, Turner dà un suggerimento: "Questo è solo giocare con l'idea di percezione, e con la sottile linea tra illusione e realtà".
La copertina viene descritta come "qualcosa di figurativo", e le fasce scure "non rappresentano necessariamente un oggetto specifico piuttosto che un altro". L'artwork è comunque strettamente collegato alla musica; Turner aveva già dichiarato che "l'artwork e il songwriting hanno la stessa fonte".

## Tracce
Tutte le canzoni sono state scritte dagli Isis.
1. Wrists of Kings – 7:45
2. Not in Rivers, but in Drops – 7:48
3. Dulcinea – 7:10
4. Over Root and Thorn – 8:31
5. 1,000 Shards – 6:17
6. All Out of Time, All Into Space – 3:04
7. Holy Tears – 7:04
8. Firdous e Bareen – 7:50
9. Garden of Light – 9:17

## Formazione
- Jeff Caxide – basso
- Aaron Harris – batteria e percussioni
- Michael Gallagher – chitarra
- Bryant Clifford Meyer – chitarra, elettronica
- Aaron Turner – voce, chitarra e artwork